# Низківська сільська рада
Ни́зківська сільська́ ра́да — колишній орган місцевого самоврядування у Сновському районі Чернігівської області. Адміністративний центр — село Низківка .

## Загальні відомості
Низківська сільська рада утворена в 1919 році.
- Територія ради: 57,455 км²
- Населення ради: 775 осіб (станом на 2001 рік)

## Населені пункти
Сільській раді підпорядковані населені пункти:
- с. Низківка
- с. Куропіївка
- с. Лютівка
- с. Привільне
- с. Радвине
- с. Руда
- с. Філонівка
- с. Щокоть

## Склад ради
Рада складається з 14 депутатів та голови.
- Голова ради: Гордієнко Людмила Миколаївна
- Секретар ради: Сидоренко Валентина Олексіївна

### Керівний склад попередніх скликань
| ПІБ                          | Основні відомості                                                 | Дата обрання | Дата звільнення |
| ---------------------------- | ----------------------------------------------------------------- | ------------ | --------------- |
| Гордієнко Людмила Миколаївна | Сільський голова, 1958 року народження, освіта вища, позапартійна | 26.03.2006   | 31.10.2010      |
| Гордієнко Людмила Миколаївна | Сільський голова, 1958 року народження, освіта вища, позапартійна | 31.10.2010   |                 |

Примітка: таблиця складена за даними джерела

### Депутати
За результатами місцевих виборів 2010 року депутатами ради стали:

#### За суб'єктами висування
| Суб'єкт висування | Кількість обраних депутатів | %    |
| ----------------- | --------------------------- | ---- |
| Партія регіонів   | 6                           | 42,9 |
| Самовисування     | 5                           | 35,7 |
| Народна партія    | 3                           | 21,4 |

#### За округами
| № округу        | Прізвище, ім'я, по батькові      | Дата визнання обраним | Освіта  | Партійна приналежність                        | Відомості про обраного депутата              |
| --------------- | -------------------------------- | --------------------- | ------- | --------------------------------------------- | -------------------------------------------- |
| Народна Партія  |                                  |                       |         |                                               |                                              |
| 2               | Воловик Світлана Олексіївна      | 05.11.2010            | вища    | позапартійна                                  | Низківський НВК, вчитель                     |
| 6               | Куценко Людмила Володимирівна    | 05.11.2010            | вища    | позапартійна                                  | фельдшерсько-акушерський пункт, завідувачка  |
| 9               | Сидоренко Валентина Олексіївна   | 05.11.2010            | вища    | позапартійна                                  | Низківська сільська рада, секретар           |
| Партія регіонів |                                  |                       |         |                                               |                                              |
| 3               | Колотуша Ірина Володимирівна     | 05.11.2010            | вища    | позапартійна                                  | кафе, продавець                              |
| 4               | Колотуша Сергій Вікторович       | 05.11.2010            | вища    | член Партії регіонів                          | тимчасово не працює                          |
| 5               | Колотуша Тамара Василівна        | 05.11.2010            | середня | позапартійна                                  | кафе, завідувачка                            |
| 8               | Погребна Валентина Михайлівна    | 05.11.2010            | вища    | позапартійна                                  | Попільнянська загальноосвітня школа, вчитель |
| 12              | Чередниченко Володимир Іванович  | 05.11.2010            | середня | позапартійний                                 | тимчасово не працює                          |
| 13              | Шевченко Володимир Григорович    | 05.11.2010            | середня | член Партії регіонів                          | Низківська сільська рада, кочегар            |
| Самовисування   |                                  |                       |         |                                               |                                              |
| 1               | Алексюк Сергій Олександрович     | 05.11.2010            | середня | член Соціалістичної партії України            | тимчасово не працює                          |
| 7               | Левенець Валентина Павлівна      | 05.11.2010            | середня | позапартійна                                  | пенсіонер                                    |
| 10              | Терещенко Володимир Анатолійович | 05.11.2010            | середня | член Всеукраїнського об'єднання «Батьківщина» | територіальний центр, соціальний працівник   |
| 11              | Філон Володимир Григорович       | 05.11.2010            | вища    | позапартійний                                 | «Полісся молоко», збирач молока              |
| 14              | Шевченко Світлана Анатоліївна    | 05.11.2010            | вища    | член Всеукраїнського об'єднання «Батьківщина» | Низківський НВК, тех.працівниця              |